# Premi Platino a la millor interpretació femenina en minisèrie o telesèrie
El Premi Platino a la millor interpretació femenina en minisèrie o teleserie és un dels premis al mèrit atorgats per Entitat de Gestió de Drets dels Productors Audiovisuals i Federació Iberoamericana de Productors Cinematogràfics i Audiovisuals. La categoria va ser presentada per primera vegada en la V edició dels Premis Platino el 2018.
Poden optar a aquest premi totes les actrius iberoamericanes que participin amb papers principals en les Minisèries o Teleseries de Ficció que optin als Premis i que apareguin en els títols de crèdit.
Cadascun d'aquests premis serà atorgat de manera individual a una única persona per categoria, no podent, en cap cas, presentar-se candidatures conjuntes.

## Guanyadors i finalistes
Indica la pel·lícula guanyadora en cada edició.

### 2010s
| Edició                             | Actriu            | Minisèrie o telesèrie    | Paper                       | Ref.  |
| ---------------------------------- | ----------------- | ------------------------ | --------------------------- | ----- |
| 2018 V edició dels Premis Platino  | Blanca Suárez     | Las chicas del cable     | Alba Romero / Lidia Aguilar | [ 2 ] |
| 2018 V edició dels Premis Platino  | Kate del Castillo | Ingobernable             | Emilia Urquiza García       | [ 3 ] |
| 2018 V edició dels Premis Platino  | Giannina Frutero  | Ramona                   | Ramona Sandoval             | [ 3 ] |
| 2018 V edició dels Premis Platino  | Aura Garrido      | El Ministerio del Tiempo | Amelia Folch                | [ 3 ] |
| 2018 V edició dels Premis Platino  | Marta Hazas       | Velvet Colección         | Clara Montesinos Martín     | [ 3 ] |
| 2019 VI edició dels Premis Platino | Cecilia Suárez    | La casa de las flores    | Paulina de la Mora          | [ 4 ] |
| 2019 VI edició dels Premis Platino | Anna Castillo     | Arde Madrid              | Pilar                       | [ 5 ] |
| 2019 VI edició dels Premis Platino | Inma Cuesta       | Arde Madrid              | Ana Mari                    | [ 5 ] |
| 2019 VI edició dels Premis Platino | Najwa Nimri       | Vis a vis                | Zulema Zahir                | [ 5 ] |

### 2020s
| Edició                               | Actriu           | Minisèrie o telesèrie | Paper                | Ref.  |
| ------------------------------------ | ---------------- | --------------------- | -------------------- | ----- |
| 2020 VII edició dels Premis Platino  | Cecilia Suárez   | La casa de las flores | Paulina de la Mora   | [ 6 ] |
| 2020 VII edició dels Premis Platino  | Úrsula Corberó   | La casa de papel      | Tokio                |       |
| 2020 VII edició dels Premis Platino  | Candela Peña     | Hierro                | Candela Montes       |       |
| 2020 VII edició dels Premis Platino  | Leticia Dolera   | Vida perfecta         | María Eugenia Aguado |       |
| 2021 VIII edició dels Premis Platino | Elena Irureta    | Patria                | Bittori              | [ 7 ] |
| 2021 VIII edició dels Premis Platino | Cecilia Suárez   | La casa de las flores | Paulina de la Mora   |       |
| 2021 VIII edició dels Premis Platino | Inma Cuesta      | El desorden que dejas | Raquel Valero        |       |
| 2021 VIII edició dels Premis Platino | Marcela Benjumea | EL ROBO DEL $IGLO     | "Doña K"             |       |
| 2022 IX edició dels Premis Platino   | Daniela Ramírez  | Isabel                | Isabel Allende"      | [ 8 ] |
| 2022 IX edició dels Premis Platino   | Candela Peña     | Hierro                | Candela Montes       | [ 9 ] |
| 2022 IX edició dels Premis Platino   | Maribel Verdú    | Ana Tramel. El juego  | Ana Tramel           | [ 9 ] |
| 2022 IX edició dels Premis Platino   | Mercedes Morán   | El reino              | Elena Vázquez Pena   | [ 9 ] |